# Großer Preis von Italien 2021
Der Große Preis von Italien 2021 (offiziell Formula 1 Heineken Gran Premio D’italia 2021) fand am 12. September auf dem Autodromo Nazionale di Monza in Monza statt und war das 14. Rennen der Formel-1-Weltmeisterschaft 2021.

## Bericht

### Hintergründe
Nach dem Großen Preis der Niederlande führte Max Verstappen in der Fahrerwertung mit drei Punkten vor Lewis Hamilton und mit 101,5 Punkten vor Valtteri Bottas. In der Konstrukteurswertung führte Mercedes mit zwölf Punkten vor Red Bull Racing und mit 163 Punkten vor Ferrari.
Im Rahmen des Grand Prix wurde, wie bereits beim Großen Preis von Großbritannien, ein Sprint-Qualifying ausgetragen. Am Freitag fand lediglich ein einstündiges freies Training statt, bevor am selben Tag das Qualifying im üblichen Modus ausgetragen wurde. Das Ergebnis des Qualifyings bestimmte die Startreihenfolge für das am Samstag stattgefundene Sprintrennen über eine Distanz von 100 Kilometer, das ohne Pflicht-Boxenstopp absolviert wurde. Am Samstagmorgen vor dem Sprintrennen fand ein zweites freies Training statt. Die Platzierungen im Sprintrennen bestimmen die Startaufstellung für den Grand Prix am Sonntag. Für die drei bestplatzierten Fahrer des Sprintrennens wurden zusätzliche Weltmeisterschaftspunkte für Fahrer- und Konstrukteurswertung vergeben: Der Sieger erhielt drei, der Zweitplatzierte zwei und der Drittplatzierte einen Punkt.
Kimi Räikkönen wurde vor dem Großen Preis der Niederlande positiv auf das Virus SARS-CoV-2 getestet, weshalb er erneut von Robert Kubica, dem Ersatzfahrer von Alfa Romeo, ersetzt wurde.
Lando Norris (acht), Sergio Pérez (sieben), Nicholas Latifi, Sebastian Vettel, Lance Stroll (jeweils sechs), Nikita Masepin (fünf), Antonio Giovinazzi, Yuki Tsunoda, George Russell, Bottas, Hamilton (jeweils vier), Charles Leclerc (zwei), Pierre Gasly, Daniel Ricciardo und Carlos Sainz jr. (jeweils einer) gingen mit Strafpunkten ins Rennwochenende.
Mit Hamilton (fünfmal), Vettel (dreimal), Fernando Alonso (zweimal), Leclerc und Gasly (jeweils einmal) traten fünf ehemalige Sieger zu diesem Grand Prix an.
Als Rennkommissare für dieses Rennwochenende fungierten Tim Mayer (USA), Garry Connelly (AUS), Vitantonio Liuzzi (ITA) und Paolo Longoni (ITA).

### Erstes Freies Training
Im ersten freien Training erzielte Hamilton mit 1:20,926 Minuten die Bestzeit vor Verstappen und Bottas.

### Qualifying
Das Qualifying bestand aus drei Teilen mit einer Nettolaufzeit von 45 Minuten. Im ersten Qualifying-Segment (Q1) hatten die Fahrer 18 Minuten Zeit, um sich für den Sprint zu qualifizieren. Alle Fahrer, die im ersten Abschnitt eine Zeit erzielten, die maximal 107 Prozent der schnellsten Rundenzeit betrug, qualifizierten sich. Die besten 15 Fahrer erreichten den nächsten Teil. Hamilton war Schnellster, die Haas-Piloten sowie Kubica, Tsunoda und Latifi schieden aus.
Der zweite Abschnitt (Q2) dauerte 15 Minuten. Die schnellsten zehn Piloten qualifizierten sich für den dritten Teil des Qualifyings. Hamilton war erneut Schnellster, die Aston-Martin- und Alpine-Piloten sowie Russell schieden aus.
Der letzte Abschnitt (Q3) ging über eine Zeit von zwölf Minuten, in denen die ersten zehn Startpositionen vergeben wurden. Bottas fuhr mit 1:19,555 Minuten die schnellste Zeit vor Hamilton und Verstappen.

### Zweites Freies Training
Hamilton erzielte mit 1:23,246 Minuten die Bestzeit vor Bottas und Verstappen.

### Sprint-Qualifying
Bottas gewann das Sprint-Qualifying, welches über 18 Runden auf dem Autodromo Nazionale di Monza ging, vor Verstappen und Ricciardo. Trotz seines Sieges musste Bottas das Rennen aufgrund eines vorangegangenen Motorenwechsels vom Ende des Feldes starten, dadurch erbte Verstappen die Pole-Position für das Rennen. Hamilton fiel zu Beginn des Sprints hinter die beiden McLaren zurück, die er auch im Verlauf nicht mehr überholen konnte. Gasly beschädigte sich beim Start den Frontflügel, wodurch er in der Curve Grande geradeaus fuhr und einschlug.

### Rennen
Tsunoda blieb während der Einführungsrunde mit einem technischen Defekt an seinem AlphaTauri stehen und konnte nicht am Rennen teilnehmen.
Bereits zu Beginn des Rennens überholte Ricciardo Verstappen und Hamilton Norris. Da Hamilton beim Angriff auf Verstappen von diesem in die Auslaufzone gezwungen wurde, verlor Hamilton den gewonnenen Platz wieder an Norris. Nach dem Boxenstopp von Ricciardo blieb Verstappen eine weitere Runde auf der Strecke, um einen Overcut gegen Ricciardo zu versuchen. Beim Boxenstopp kam es aber zu Problemen, sodass Verstappen erst nach 11,1 Sekunden freigegeben wurde und Hamilton nach seinem Stopp zwei Runden später, der zwar auch verhältnismäßig lang, aber weniger als halb so lang wie der von Verstappen dauerte, direkt vor diesem wieder auf die Strecke kam. Verstappen setzte in der ersten Schikane zum Überholen an, wurde dabei von einem Kerb in die Luft gehoben und landete auf Hamiltons Wagen, woraufhin beide im Kiesbett ausschieden.
Nach einer Safety-Car-Phase in Folge des Unfalls führte Ricciardo vor Leclerc, Norris, Pérez, Bottas, Sainz jr., Stroll, Alonso, Russell und Latifi. Bereits kurz nach dem Restart überholte Norris Leclerc und bekam von seinem Renningenieur die Anordnung, die Position zu halten und Ricciardo nicht anzugreifen. Auch Pérez und Bottas überholten Leclerc, Pérez verließ dabei jedoch die Strecke und erhielt eine Fünf-Sekunden-Zeitstrafe, da er die Position nicht direkt wieder zurückgab. Bottas schaffte es in den letzten Runden nicht mehr an Pérez vorbei, durch dessen Strafe rückte Bottas aber auf den dritten Platz und Leclerc auf den vierten Platz vor.
Ricciardo gewann das Rennen vor Norris und Bottas. Es war Ricciardos erster Sieg seit dem Großen Preis von Monaco 2018, der erste Sieg für McLaren seit dem Großen Preis von Brasilien 2012 sowie der erste Doppelsieg für das Team seit dem Großen Preis von Kanada 2010. Die restlichen Punkteplatzierungen belegten Leclerc, Pérez, Sainz jr., Stroll, Alonso, Russell und Ocon. Ricciardo erzielte zusätzlich die schnellste Rennrunde, wofür er einen zusätzlichen Punkt erhielt. Hamilton kam das erste Mal seit dem Großen Preis von Österreich 2018 nicht ins Ziel.
In der Fahrerwertung blieben die ersten drei Positionen unverändert. In der Konstrukteurswertung blieb Mercedes vor Red Bull, McLaren war nun wieder Dritter.

## Meldeliste
| Team                            | Nr. | Fahrer             | Chassis                           | Motor                             | Reifen |
| ------------------------------- | --- | ------------------ | --------------------------------- | --------------------------------- | ------ |
| Mercedes-AMG Petronas F1 Team   | 44  | Lewis Hamilton     | Mercedes-AMG F1 W12 E Performance | Mercedes-AMG F1 M12 E Performance | P      |
| Mercedes-AMG Petronas F1 Team   | 77  | Valtteri Bottas    | Mercedes-AMG F1 W12 E Performance | Mercedes-AMG F1 M12 E Performance | P      |
| Red Bull Racing Honda           | 33  | Max Verstappen     | Red Bull Racing RB16B             | Honda RA621H                      | P      |
| Red Bull Racing Honda           | 11  | Sergio Pérez       | Red Bull Racing RB16B             | Honda RA621H                      | P      |
| McLaren F1 Team                 | 03  | Daniel Ricciardo   | McLaren MCL35M                    | Mercedes-AMG F1 M12 E Performance | P      |
| McLaren F1 Team                 | 04  | Lando Norris       | McLaren MCL35M                    | Mercedes-AMG F1 M12 E Performance | P      |
| Aston Martin Cognizant F1 Team  | 18  | Lance Stroll       | Aston Martin AMR21                | Mercedes-AMG F1 M12 E Performance | P      |
| Aston Martin Cognizant F1 Team  | 05  | Sebastian Vettel   | Aston Martin AMR21                | Mercedes-AMG F1 M12 E Performance | P      |
| Alpine F1 Team                  | 14  | Fernando Alonso    | Alpine A521                       | Renault E-Tech 20B                | P      |
| Alpine F1 Team                  | 31  | Esteban Ocon       | Alpine A521                       | Renault E-Tech 20B                | P      |
| Scuderia Ferrari Mission Winnow | 16  | Charles Leclerc    | Ferrari SF21                      | Ferrari 065/6                     | P      |
| Scuderia Ferrari Mission Winnow | 55  | Carlos Sainz jr.   | Ferrari SF21                      | Ferrari 065/6                     | P      |
| Scuderia AlphaTauri Honda       | 22  | Yuki Tsunoda       | AlphaTauri AT02                   | Honda RA621H                      | P      |
| Scuderia AlphaTauri Honda       | 10  | Pierre Gasly       | AlphaTauri AT02                   | Honda RA621H                      | P      |
| Alfa Romeo Racing Orlen         | 88  | Robert Kubica      | Alfa Romeo Racing C41             | Ferrari 065/6                     | P      |
| Alfa Romeo Racing Orlen         | 99  | Antonio Giovinazzi | Alfa Romeo Racing C41             | Ferrari 065/6                     | P      |
| Uralkali Haas F1 Team           | 09  | Nikita Masepin     | Haas VF-21                        | Ferrari 065/6                     | P      |
| Uralkali Haas F1 Team           | 47  | Mick Schumacher    | Haas VF-21                        | Ferrari 065/6                     | P      |
| Williams Racing                 | 63  | George Russell     | Williams FW43B                    | Mercedes-AMG F1 M12 E Performance | P      |
| Williams Racing                 | 06  | Nicholas Latifi    | Williams FW43B                    | Mercedes-AMG F1 M12 E Performance | P      |

## Klassifikationen

### Qualifying
| Pos.                                                                      | Fahrer             | Konstrukteur              | Q1       | Q2       | Q3       | Sprint- Start |
| ------------------------------------------------------------------------- | ------------------ | ------------------------- | -------- | -------- | -------- | ------------- |
| 01                                                                        | Valtteri Bottas    | Mercedes                  | 1:20,685 | 1:20,032 | 1:19,555 | 01            |
| 02                                                                        | Lewis Hamilton     | Mercedes                  | 1:20,543 | 1:19,936 | 1:19,651 | 02            |
| 03                                                                        | Max Verstappen     | Red Bull Racing-Honda     | 1:21,035 | 1:20,229 | 1:19,966 | 03            |
| 04                                                                        | Lando Norris       | McLaren-Mercedes          | 1:20,916 | 1:20,059 | 1:19,989 | 04            |
| 05                                                                        | Daniel Ricciardo   | McLaren-Mercedes          | 1:21,292 | 1:20,435 | 1:19,995 | 05            |
| 06                                                                        | Pierre Gasly       | AlphaTauri-Honda          | 1:21,440 | 1:20,556 | 1:20,260 | 06            |
| 07                                                                        | Carlos Sainz jr.   | Ferrari                   | 1:21,118 | 1:20,750 | 1:20,462 | 07            |
| 08                                                                        | Charles Leclerc    | Ferrari                   | 1:21,219 | 1:20,767 | 1:20,510 | 08            |
| 09                                                                        | Sergio Pérez       | Red Bull Racing-Honda     | 1:21,308 | 1:20,882 | 1:20,611 | 09            |
| 10                                                                        | Antonio Giovinazzi | Alfa Romeo Racing-Ferrari | 1:21,197 | 1:20,726 | 1:20,808 | 10            |
| 11                                                                        | Sebastian Vettel   | Aston Martin-Mercedes     | 1:21,394 | 1:20,913 | –        | 11            |
| 12                                                                        | Lance Stroll       | Aston Martin-Mercedes     | 1:21,415 | 1:21,020 | –        | 12            |
| 13                                                                        | Fernando Alonso    | Alpine-Renault            | 1:21,487 | 1:21,069 | –        | 13            |
| 14                                                                        | Esteban Ocon       | Alpine-Renault            | 1:21,500 | 1:21,103 | –        | 14            |
| 15                                                                        | George Russell     | Williams-Mercedes         | 1:21,890 | 1:21,392 | –        | 15            |
| 16                                                                        | Nicholas Latifi    | Williams-Mercedes         | 1:21,925 | –        | –        | 16            |
| 17                                                                        | Yuki Tsunoda       | AlphaTauri-Honda          | 1:21,973 | –        | –        | 17            |
| 18                                                                        | Mick Schumacher    | Haas-Ferrari              | 1:22,248 | –        | –        | 18            |
| 19                                                                        | Robert Kubica      | Alfa Romeo Racing-Ferrari | 1:22,530 | –        | –        | 19            |
| 20                                                                        | Nikita Masepin     | Haas-Ferrari              | 1:22,716 | –        | –        | 20            |
| 107-Prozent-Zeit: 1:26,181 min (bezogen auf Q1-Bestzeit von 1:20,543 min) |                    |                           |          |          |          |               |

### Sprint-Qualifying
| Pos. | Fahrer             | Konstrukteur              | Runden | Zeit       | Sprint- Start | Renn- start |
| ---- | ------------------ | ------------------------- | ------ | ---------- | ------------- | ----------- |
| 01   | Valtteri Bottas    | Mercedes                  | 18     | 27:54,078  | 01            | 19          |
| 02   | Max Verstappen     | Red Bull Racing-Honda     | 18     | + 2,325    | 03            | 01          |
| 03   | Daniel Ricciardo   | McLaren-Mercedes          | 18     | + 14,534   | 05            | 02          |
| 04   | Lando Norris       | McLaren-Mercedes          | 18     | + 18,835   | 04            | 03          |
| 05   | Lewis Hamilton     | Mercedes                  | 18     | + 20,011   | 02            | 04          |
| 06   | Charles Leclerc    | Ferrari                   | 18     | + 23,442   | 08            | 05          |
| 07   | Carlos Sainz jr.   | Ferrari                   | 18     | + 27,952   | 07            | 06          |
| 08   | Antonio Giovinazzi | Alfa Romeo Racing-Ferrari | 18     | + 31,089   | 10            | 07          |
| 09   | Sergio Pérez       | Red Bull Racing-Honda     | 18     | + 31,680   | 09            | 08          |
| 10   | Lance Stroll       | Aston Martin-Mercedes     | 18     | + 38,671   | 12            | 09          |
| 11   | Fernando Alonso    | Alpine-Renault            | 18     | + 39,795   | 13            | 10          |
| 12   | Sebastian Vettel   | Aston Martin-Mercedes     | 18     | + 41,177   | 11            | 11          |
| 13   | Esteban Ocon       | Alpine-Renault            | 18     | + 50,677   | 17            | 12          |
| 14   | Nicholas Latifi    | Williams-Mercedes         | 18     | + 45,977   | 16            | 13          |
| 15   | George Russell     | Williams-Mercedes         | 18     | + 46,821   | 14            | 14          |
| 16   | Yuki Tsunoda       | AlphaTauri-Honda          | 18     | + 49,977   | 17            | 15          |
| 17   | Nikita Masepin     | Haas-Ferrari              | 18     | + 1:02,599 | 20            | 16          |
| 18   | Robert Kubica      | Alfa Romeo Racing-Ferrari | 18     | + 1:05,096 | 19            | 17          |
| 19   | Mick Schumacher    | Haas-Ferrari              | 18     | + 1:06,154 | 18            | 18          |
| 20   | Pierre Gasly       | AlphaTauri-Honda          | 0      | DNF        | 06            | Box         |

Anmerkungen
1. ↑  Bottas wurde wegen eines Motorenwechsels ans Ende des Feldes versetzt.
2. ↑  Gasly musste aus der Boxengasse starten, da an seinem Wagen Teile ausgetauscht wurden, als er unter Parc-fermé-Bedingungen stand.

### Rennen
| Pos. | Fahrer             | Konstrukteur              | Runden | Stopps | Zeit        | Start | Schnellste Runde |
| ---- | ------------------ | ------------------------- | ------ | ------ | ----------- | ----- | ---------------- |
| 01   | Daniel Ricciardo   | McLaren-Mercedes          | 53     | 1      | 1:21:54,365 | 02    | 1:24,812 (53.)   |
| 02   | Lando Norris       | McLaren-Mercedes          | 53     | 1      | + 1,747     | 03    | 1:24,971 (53.)   |
| 03   | Valtteri Bottas    | Mercedes                  | 53     | 1      | + 4,921     | 19    | 1:24,827 (34.)   |
| 04   | Charles Leclerc    | Ferrari                   | 53     | 1      | + 7,309     | 05    | 1:25,319 (53.)   |
| 05   | Sergio Pérez       | Red Bull Racing-Honda     | 53     | 1      | + 8,723     | 08    | 1:25,156 (53.)   |
| 06   | Carlos Sainz jr.   | Ferrari                   | 53     | 1      | + 10,535    | 06    | 1:25,559 (53.)   |
| 07   | Lance Stroll       | Aston Martin-Mercedes     | 53     | 1      | + 15,804    | 09    | 1:25,853 (52.)   |
| 08   | Fernando Alonso    | Alpine-Renault            | 53     | 1      | + 17,201    | 10    | 1:31,992 (48.)   |
| 09   | George Russell     | Williams-Mercedes         | 53     | 1      | + 19,742    | 14    | 1:25,835 (53.)   |
| 10   | Esteban Ocon       | Alpine-Renault            | 53     | 1      | + 20,868    | 12    | 1:25.566 (53.)   |
| 11   | Nicholas Latifi    | Williams-Mercedes         | 53     | 1      | + 23,743    | 13    | 1:30,266 (50.)   |
| 12   | Sebastian Vettel   | Aston Martin-Mercedes     | 53     | 2      | + 24,621    | 11    | 1:25,938 (50.)   |
| 13   | Antonio Giovinazzi | Alfa Romeo Racing-Ferrari | 53     | 1      | + 27,216    | 07    | 1:25,718 (50.)   |
| 14   | Robert Kubica      | Alfa Romeo Racing-Ferrari | 53     | 1      | + 29,769    | 17    | 1:25,849 (53.)   |
| 15   | Mick Schumacher    | Haas-Ferrari              | 53     | 1      | + 51,088    | 18    | 1:26,707 (52.)   |
| –    | Nikita Masepin     | Haas-Ferrari              | 41     | 3      | DNF         | 16    | 1:27.202 (41.)   |
| –    | Lewis Hamilton     | Mercedes                  | 25     | 1      | DNF         | 04    | 1:25,870 (03.)   |
| –    | Max Verstappen     | Red Bull Racing-Honda     | 25     | 1      | DNF         | 01    | 1:25,173 (25.)   |
| –    | Pierre Gasly       | AlphaTauri-Honda          | 3      | 0      | DNF         | Box   | 1:29,005 (02.)   |
| DNS  | Yuki Tsunoda       | AlphaTauri-Honda          | –      | –      | –           | 15    | –                |

Anmerkungen
1. ↑  Pérez erhielt eine Fünf-Sekunden-Zeitstrafe, da er sich durch das Verlassen der Strecke gegenüber Leclerc einen bleibenden Vorteil verschaffte.

## WM-Stände nach dem Rennen
Die ersten drei des Sprint-Qualifyings bekamen 3, 2 bzw. 1 Punkt(e). Die ersten zehn des Rennens bekamen 25, 18, 15, 12, 10, 8, 6, 4, 2 bzw. 1 Punkt(e). Zusätzlich gab es einen Punkt für die schnellste Rennrunde, da der Fahrer unter den ersten Zehn landete.

### Fahrerwertung
| Pos. | Fahrer           | Konstrukteur          | Punkte |
| ---- | ---------------- | --------------------- | ------ |
| 01   | Max Verstappen   | Red Bull Racing-Honda | 226,5  |
| 02   | Lewis Hamilton   | Mercedes              | 221,5  |
| 03   | Valtteri Bottas  | Mercedes              | 141    |
| 04   | Lando Norris     | McLaren-Mercedes      | 132    |
| 05   | Sergio Pérez     | Red Bull Racing-Honda | 118    |
| 06   | Charles Leclerc  | Ferrari               | 104    |
| 07   | Carlos Sainz jr. | Ferrari               | 97,5   |
| 08   | Daniel Ricciardo | McLaren-Mercedes      | 83     |
| 09   | Pierre Gasly     | AlphaTauri-Honda      | 66     |
| 10   | Fernando Alonso  | Alpine-Renault        | 50     |
| 11   | Esteban Ocon     | Alpine-Renault        | 45     |

| Pos. | Fahrer             | Konstrukteur              | Punkte |
| ---- | ------------------ | ------------------------- | ------ |
| 12   | Sebastian Vettel   | Aston Martin-Mercedes     | 35     |
| 13   | Lance Stroll       | Aston Martin-Mercedes     | 24     |
| 14   | Yuki Tsunoda       | AlphaTauri-Honda          | 18     |
| 15   | George Russell     | Williams-Mercedes         | 15     |
| 16   | Nicholas Latifi    | Williams-Mercedes         | 7      |
| 17   | Kimi Räikkönen     | Alfa Romeo Racing-Ferrari | 2      |
| 18   | Antonio Giovinazzi | Alfa Romeo Racing-Ferrari | 1      |
| 19   | Mick Schumacher    | Haas-Ferrari              | 0      |
| 20   | Robert Kubica      | Alfa Romeo Racing-Ferrari | 0      |
| 21   | Nikita Masepin     | Haas-Ferrari              | 0      |

### Konstrukteurswertung
| Pos. | Konstrukteur          | Punkte |
| ---- | --------------------- | ------ |
| 1    | Mercedes              | 362,5  |
| 2    | Red Bull Racing-Honda | 344,5  |
| 3    | McLaren-Mercedes      | 215    |
| 4    | Ferrari               | 201,5  |
| 5    | Alpine-Renault        | 95     |

| Pos. | Konstrukteur              | Punkte |
| ---- | ------------------------- | ------ |
| 06   | AlphaTauri-Honda          | 84     |
| 07   | Aston Martin-Mercedes     | 59     |
| 08   | Williams-Mercedes         | 22     |
| 09   | Alfa Romeo Racing-Ferrari | 3      |
| 10   | Haas-Ferrari              | 0      |